# 돈내코
돈내코(頓川口)는 제주특별자치도 서귀포시 상효동 1459번지 일대에 위치하고 있는 계곡이다.
한라산정상을 분수령으로하여 남쪽으로 흘러내리는 물줄기가 돈내코 암벽에서  용출하며, 차고 맑은 물이 주변의 난대림을 형성하고  있다.
기후적으로는 돈내코 지는 난대 상록수림으로  원앙폭포와 작은 못을 포함하고 있다.
돈내코의 해발 400m 일대는 희귀식물인 한란과 겨울딸기가 자생하고 있는 것으로 유명하다.
특히 돈내코 내 일대는 천연기념물  제432호로 지정된 제주 상효동 한란 자생지 (濟州 上孝洞 한란 自生地)이기도 하다.

## 같이 보기
- 삼도(섶섬)